# Fredensborg palota
A Fredensborg palota (dánul: Fredensborg Slot, IPA: [fʁæðnsbɒːˀ]) a dán királyi család tavaszi és őszi rezidenciája, gyakran fontos állami látogatások és események helyszíne.
Az Esrom-tó (Esrum Sø) keleti partján, Fredensborg kisvárosában, Sjælland szigetén található.

## Az épület története
A nagy északi háborúnak még nem volt vége, amikor IV. Frigyes dán király felkérte Johan Cornelius Krieger (1683–1755) építészt, a Rosenborg kastély királyi kertészét, hogy építsen neki egy kis vadászházat IV. Frigyes édesapjának, V. Keresztély dán királynak az Østrup Vang nevű vadászterületén, amely 1678 óta volt birtokában. Krieger 1720 és 1726 között építette fel az itáliai ihletésű barokk palotát, a király maga is aktívan részt vett az épület és a kertek tervezésében, figyelemmel kísérve az építkezést, amelynek kivitelezését Johan Conrad Ernst királyi építőmester végezte, aki a Frederiksberg palota építéséért is felelős volt.
Közben Dánia és Svédország békeszerződést kötött, amelyet 1720. július 3-án írtak alá a még befejezetlen palota helyén. Ez véget vetett Dánia tizenegy éves részvételének az északi háborúban, és eldöntötte Scania sorsát, amely azóta is Svédország része. A békeszerződés aláírásának emlékére a palotát Fredens Borgnak (szó szerint Békevárnak) nevezték el.
A palotaegyüttes egy kis, majdnem négyzet alakú, kupolás és lanternás főépületből állt, amely egy „vadászcsillag” ((dánul) jagtstjerne) közepén helyezkedett el: a számos, egyenes vadászösvény metszéspontjában. Vadászat közben szabadon lehetett lőni kifelé a középpontból sugárirányban távolodó hosszú ösvényeken. A pazar kupolás terem, 15x15 m alaprajzú. és 27 m magas volt, C. E. Brenno stukkói és Hendrick Krock által készített mennyezetfreskók jellemzik.
A főépület előtt nyolcszögletű, a cselédszárnyakkal körülvett, egyszintes udvar található.
A nyolcszögtől keletre volt a lovarda és a hosszú istállóépület.
Keleten, a főépület mellett volt a citromház és az eredetileg egyemeletes Casa del Margrave nevű épület. A nagy üvegházi ablakokkal ellátott citromházat egy kis titkos átjáróval kötötték össze a főszárnnyal, így a királyi család és az udvari személyzet száraz lábbal elérhette a kápolnát.
A két épület közepén állt a palotakápolna, amelynek eltúlzott réztornya, az istállók felé néző pilaszterekkel díszített homlokzata és egy erősen faragott timpanonon IV. Frigyes domborművű mellszobra, Didrick Gercken munkája látható.
A templom túloldalán található az udvari szárny (Kavalerfløj), az udvari hivatalnokok és a királyi háztartás tagjainak lakóhelye. A palota ezen része 1724 és 1726 között épült, holland barokk stílusban, rokokó elemekkel.
A palotát a 18. század első felében bővítették, de fő szerkezete változatlan maradt az 1722. október 11-i felavatása, a király 51. születésnapja óta.

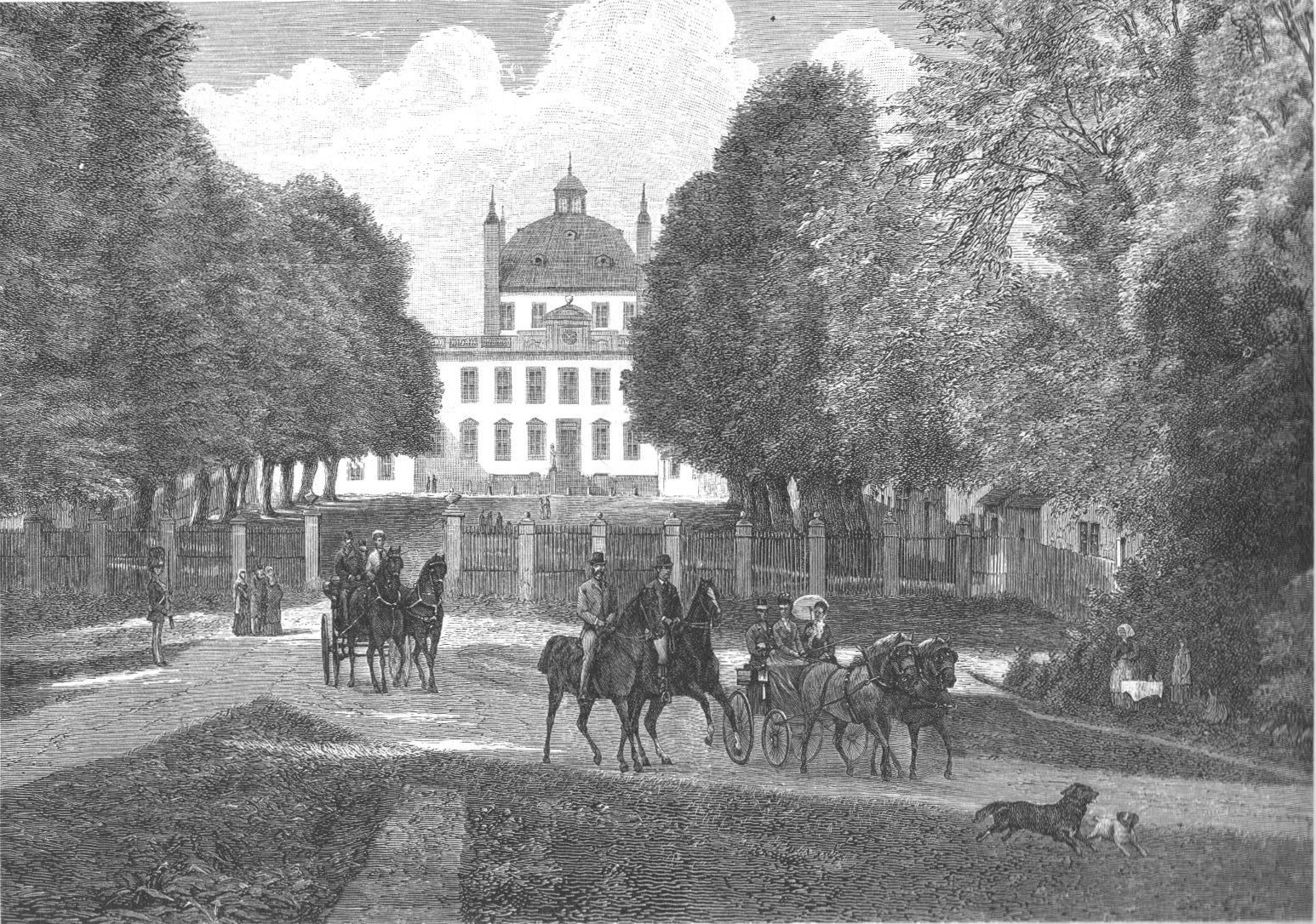
A Fredensborg palota 1880-ban

1731-ben Krieger az Új Udvari Kancellária felépítésével fejezte be a palotában végzett munkáját. A fekete zománccserép kontyolt tetejű épületét ma Palazzo della Cancelleria néven ismerik. Az istálló kerítésének közelében van a park déli határán. Ingrid anyakirálynő haláláig magánrezidenciaként használta ezt a palotát, jelenleg Frigyes herceg és Mária hercegné őszi és tavaszi rezidenciája.
1741 és 1744 között jelentős átalakításokat végzett Krieger eredeti épületén Laurids de Thurah (1706–1759), a király kedvenc építésze a palota főépületének tetejét megemelve. A lejtős tetőt laposra cserélték, és a de Thurah-ra jellemző homokkő korlátot emeltek. 1751-ben a citromházat a várasszonyok lakóházává alakította.
Az utóbbi épületre és a Casa del Margravéra egy emeletet húztak, amelyet Casa del Maresciallo névre kereszteltek.
1753-ban Nicolai Eigtved (Niels Eigtved, 1701–1754) és Nicolas-Henri Jardin (1720–1799) kibővítették a palotát úgy, hogy a főépülethez négy, a sarkokon szimmetrikusan elhelyezett, gúla alakú réztetős pavilont építettek.
1770-ben a királyi építész, Caspar Frederik Harsdorff (1735–1799) egy emelettel bővítette az épületeket a nyolcszög körül.

## A palota kertjei
A palota kertjei a legnagyobb történelmi kertek közé tartoznak, és a barokk kert legjobb példája Dániában; ezeket is Krieger alkotta, a 18. század folyamán bővítették és módosították őket. A kastélyból csillag alakú kivitelben kiinduló hosszú egyenes utakat az 1970-es és 1990-es években hozták újra helyre. Ezek között a sugárutak között nagy erdős területek találhatók, amelyeket kanyargós ösvények kereszteznek. A legtöbb szobrot a kertekben Johannes Wiedewelt faragta.
Különösen érdekes a „Norvégok völgye” (Nordmandsdalen) norvég és feröeri gazdák és halászok 68 szobrával, amelyet eredetileg J. G. Grund készített.  A kert egész évben nyitva tart.
A palotához legközelebb eső kertek területe a királyi család számára van fenntartva, de általában júliusban nyitva áll a nagyközönség előtt is. Itt található a konyhakert, amely friss zöldségeket biztosít saját felhasználásra, és egy modern citromház, amelyet 1995-ben nyitottak meg.

## Képgaléria

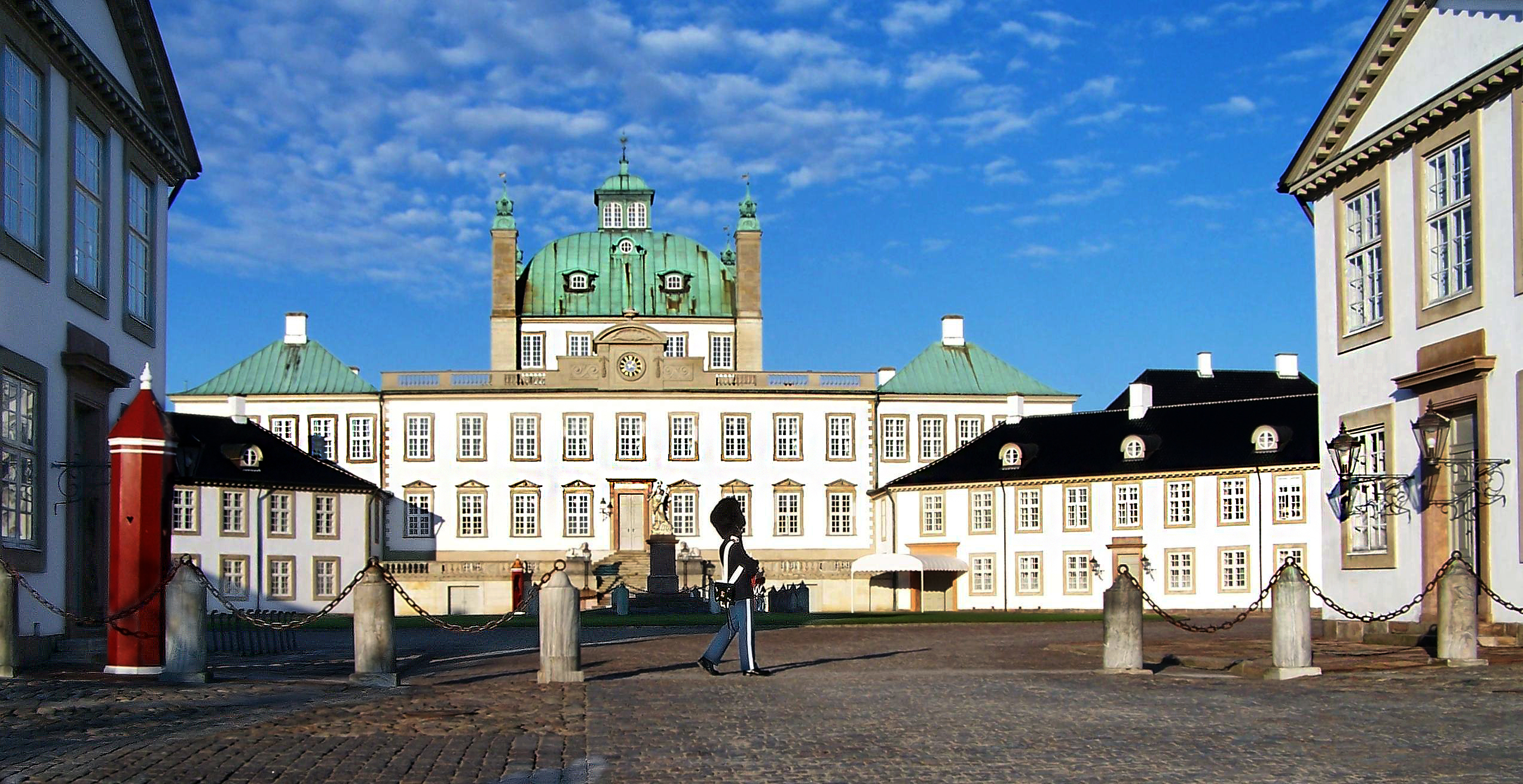
Egy őrkatona vonul a palota elé
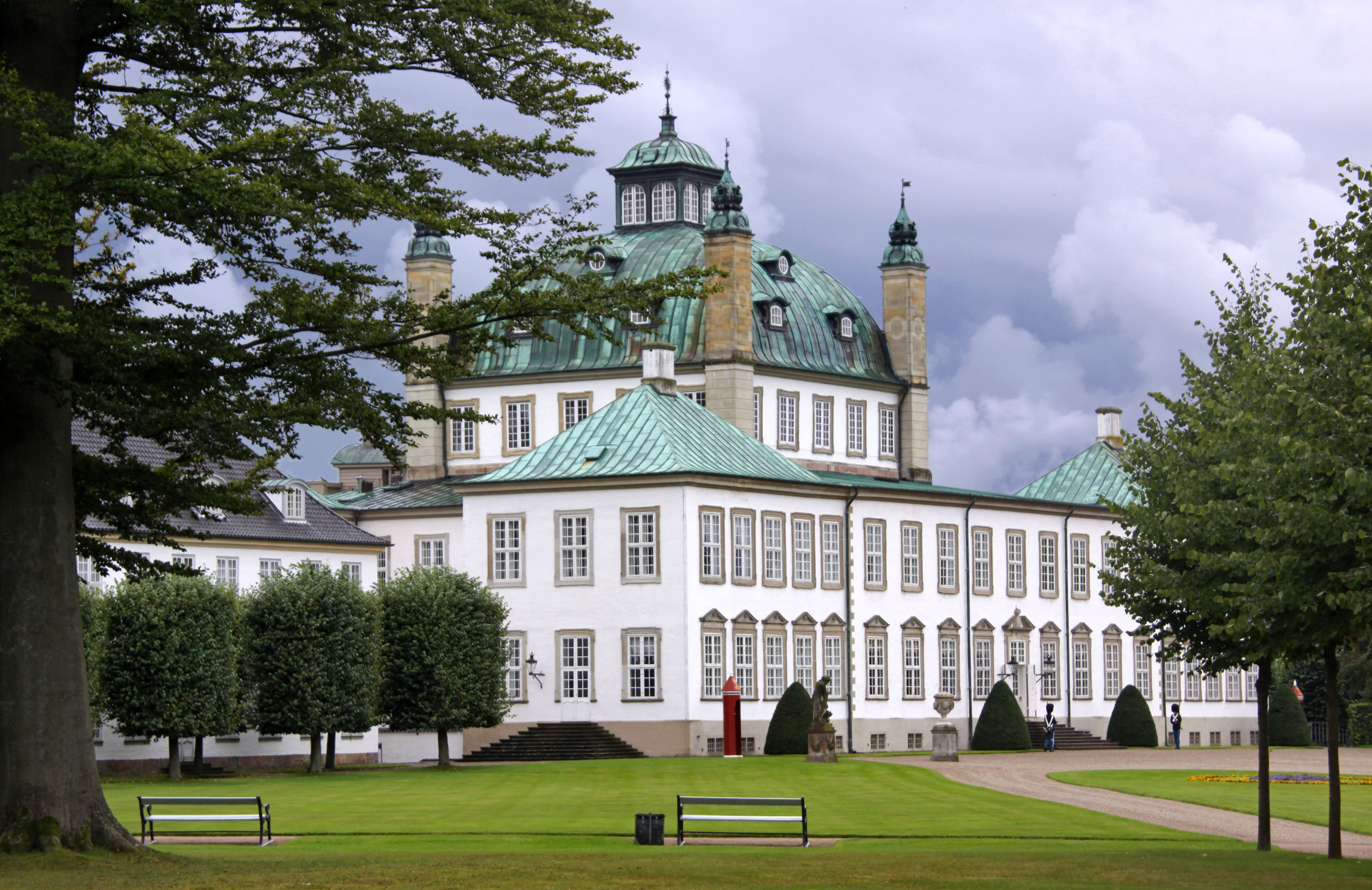
Kilátás a kertből a palotára
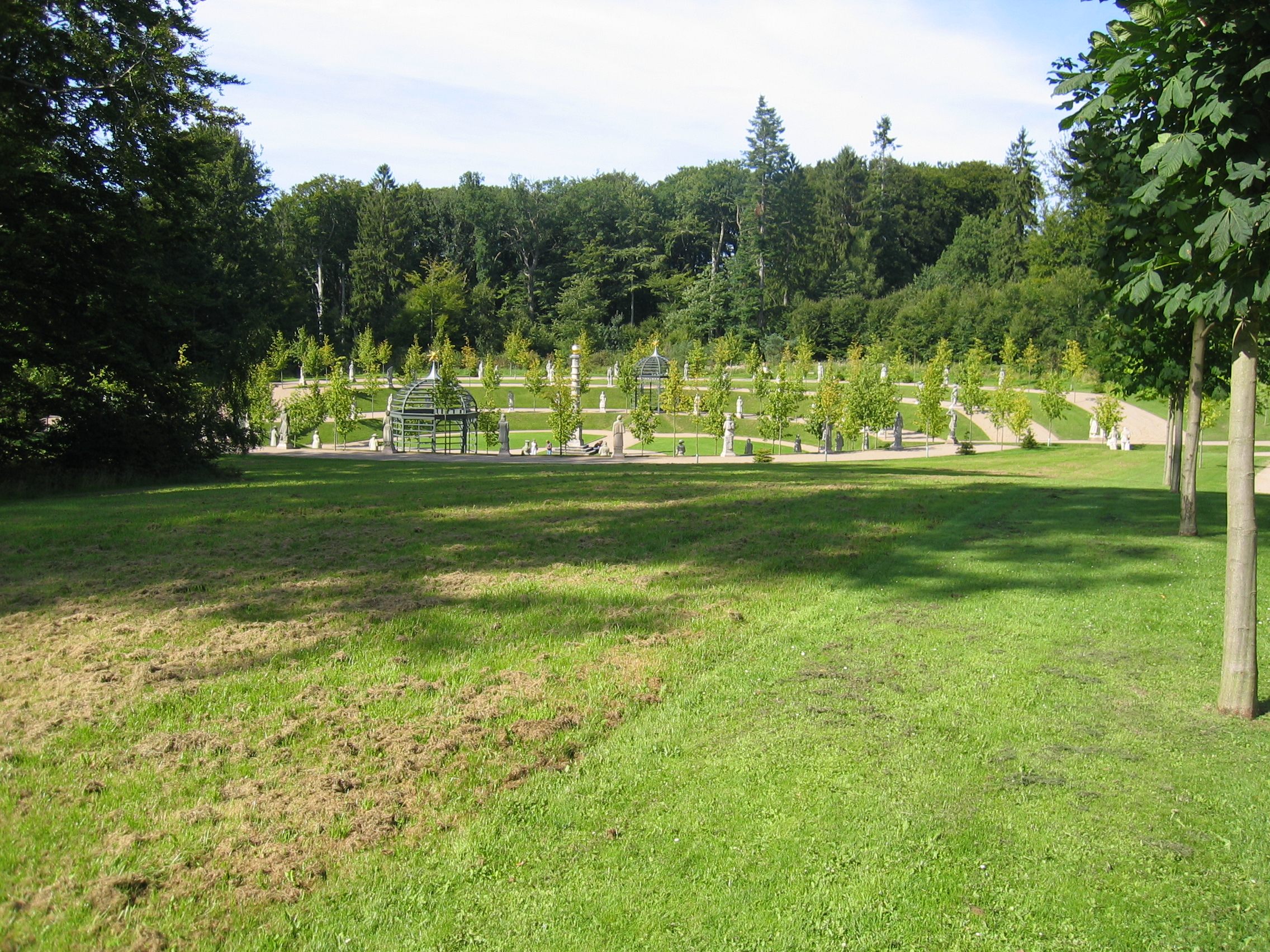
Szobrok Nordmandsdalenben

## Fordítás
- Ez a szócikk részben vagy egészben  a   Palazzo di Fredensborg című olasz Wikipédia-szócikk ezen változatának fordításán alapul.  Az eredeti cikk szerkesztőit annak laptörténete sorolja fel. Ez a jelzés csupán a megfogalmazás eredetét és a szerzői jogokat jelzi, nem szolgál a cikkben szereplő információk forrásmegjelöléseként.

## Bibliográfia
- Niels Peter Stilling: Királyi rezidenciák 1000 éve (2003), Politiken Books (angolul)